# John Roberts (réalisateur)
Pour les articles homonymes, voir John Roberts.
John Roberts est un réalisateur et scénariste anglais. Il est chargé de cours sur les médias au Royal Holloway de Londres.

## Filmographie
- 1988 : The Soulful Shack (court métrage)
- 1990 : Say Good-bye (BAFA du meilleur court métrage en 1991)
- 1992 : This Boy's Story (court métrage)
- 1994 : La guerre des boutons, ça recommence (War of the Buttons)
- 1998 : Paulie, le perroquet qui parlait trop (Paulie)
- 2001 : Station Jim (téléfilm)
- 2012 : Day of the Flowers